# 인듐 주석 산화물

인듐 주석 산화물(Indium tin oxide)은 산화 인듐 (In2O3)과 산화 주석 (SnO2)이 섞여져 있으며, 일반적으로 90% In2O3, 10% SnO2 비중을 갖는다. 흔히 투명전극이나 ITO라고 한다. 얇은 레이어에서는 투명하고 색이 없다. 덩어리 상태에서는 노란회색을 띤다.
인듐 주석 산화물의 주된 특징은 높은 전기 전도도와 광학적 투명을 동시에 지닌 것이다.  다른 투명전극 필름과 같이, 전도도와 투명도 사이에서 타협이 필요하다. 필름을 두껍게하면 전도도는 증가하지만 투명도는 감소하며, 필름을 얇게 만들경우 투명도는 증가하지만 전도도는 감소된다.
인듐 주석 산화물의 박막은 가장 일반적으로 전자빔 증착, 증기 증착, 스퍼터링 기술의 범위에 의하여 표면에 증착된다.
높은 비용, 제한된 인듐의 자원, 부서지기 쉽고, 인듐 주석 산화물 레이어의 휨성이 부족하며, 레이어 증착에 필요한 높은 진공때문에 대체 물질이 탐구되고 있다; 탄소 나노튜브 전도성 코팅은 기대되는 미래의 대체 물질이다. PEDOT과 PEDOT:PSS 레이어는 (자외 방사선에 노출되면 손상되고 다른 단점이 있음에도) 이미 사용되고 있다. 다른 대체 물질은 도핑된 알루미늄과 산화 아연이 있다.

## 용도
인듐 주석 산화물은 주로 액정 디스플레이, 평판 디스플레이, 플라스마 디스플레이, 터치스크린, 전자 종이 응용, 유기 발광 다이오드, 태양 전지, 정전기방지 코팅, 전자 방해 차폐물에서 투명한 전도성 코팅을 만들어주는데 사용된다.
인듐 주석 산화물은 다양한 광학적 코팅, 건축물이나 자동차에서 가장 주목되는 적외선 반사 코팅 (핫 미러), 나트륨등에도 사용된다. 이외에 가스 센서, 반사방지 코팅, 빅셀(Vertical-Cavity Surface-Emitting Laser, VCSEL) 레이저에서 확대 반사경으로도 사용된다.
인듐 주석 산화물 박막 변형 게이지는 1400 °C  이상의 온도에서 동작할 수 있고 가스 터빈, 제트 엔진, 로켓 엔진같은 나쁜 환경에서도 사용할 수 있다.  보관됨 2007-03-09 - 웨이백 머신